# Reichramingbach
Reichramingbach är ett vattendrag i Österrike.   Det ligger i förbundslandet Oberösterreich, i den nordöstra delen av landet, 150 km väster om huvudstaden Wien.
I omgivningarna runt Reichramingbach växer i huvudsak blandskog. Runt Reichramingbach är det ganska tätbefolkat, med 60 invånare per kvadratkilometer.